# 한국청년전지공작대

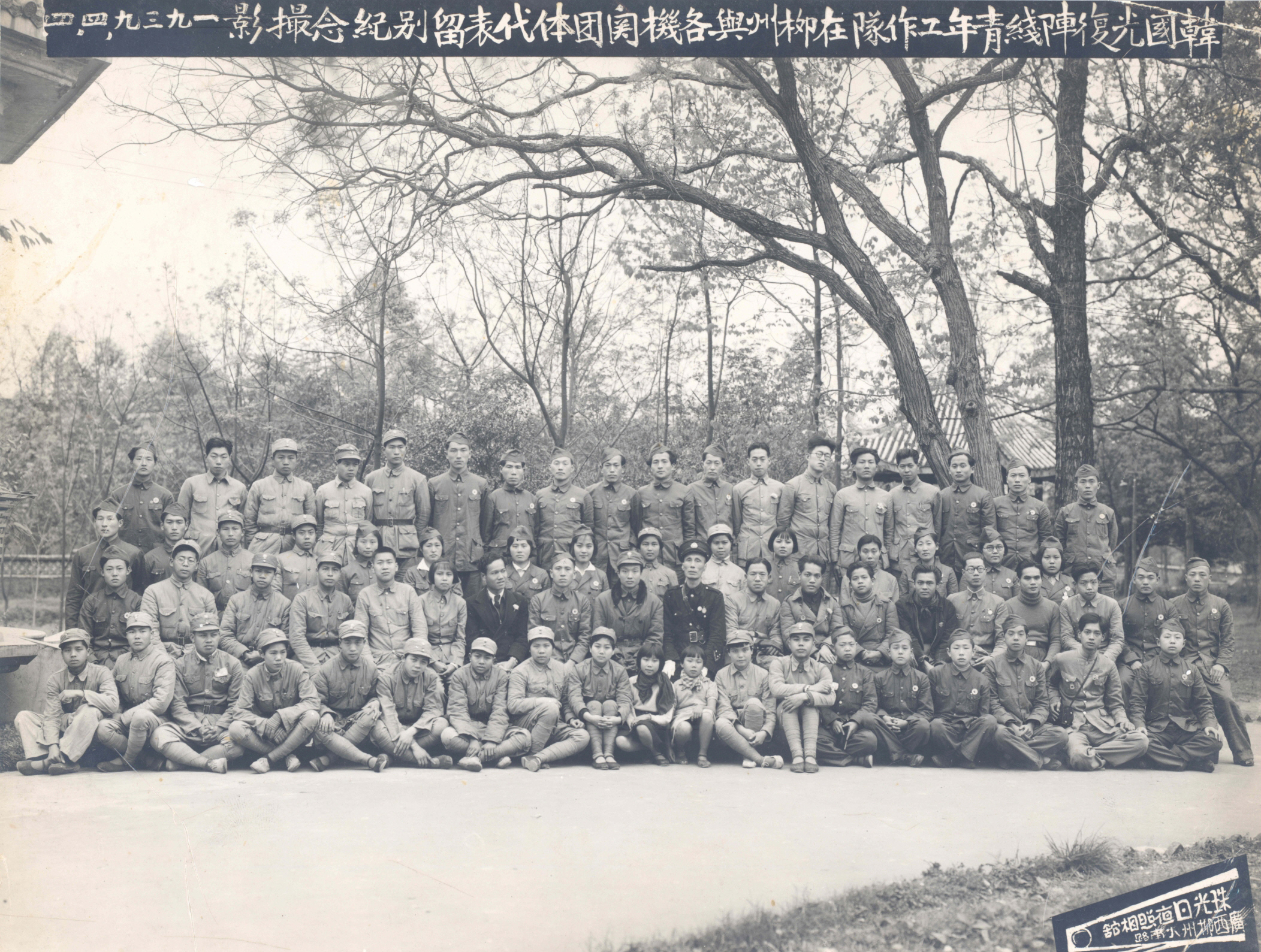
한국광복진선청년공작대

한국청년전지공작대(韓國靑年戰地工作隊)는 1939년11.11 중국 중경에서 자발적으로 조직된 청년 무장 단체

## 기능과 역할
주요 참여 인사는 나월환·김동수(金東洙)·박기성··이하유(李何有)·이재현(李해평)등이다.시안을 본거지로 삼아 일본군의 기밀 탐지, 일본군 내에 있는 한적사병(韓籍士兵)을 초모해 선무공작 등의 활동을 하였다. 
주요한 책임 간부진은 대장에 나월환(뒤에 광복군 제5지대장), 부대장에 김동수, 군사조장 박기성, 정훈조장  이하유, 예술조장 한유한, 공작조장 이재현 등이었다. 1941년 1월 1일 100여의 공작대는 광복군 제5지대로 편입되다. 1942 .3 나월환이 부하에게 피살되자 송호성(宋虎聲)이 보임되었다가 같은 해 5월 제2지대로 재통합 되었다. 기관지로 《한국청년》(韓國靑年)이 있다.

## 참고 문헌
『한국광복군(韓國光復軍)』(이현희, 독립기념관, 1990)
『독립유공자공훈록(獨立有功者功勳錄)』 5(국가보훈처, 1988)
『대한민국임시정부사(大韓民國臨時政府史)』(이현희, 집문당, 1982)
『독립운동사』 4(독립운동사편찬위원회, 1972)
『한국청년(韓國靑年)』 1-1
『大公報』(1939.10)